# Institut de Meteorologia (Cuba)
L'Institut de Meteorologia (INSMET) és la institució encarregada de dirigir l'activitat meteorològica de Cuba. Forma part de l'Agència de Medi Ambient, que al seu torn depèn del Ministeri de Ciència, Tecnologia i Medi ambient.
El seu cap és un Director General que està acompanyat per altres quatre directors especialitzats. L'INSMET es divideix en nou centres i en tres departaments i compta amb centres meteorològics a cada província i en el municipi especial.
L'institut va ser creat el 1965, després de passar l'Observari Nacional de la Marina de Guerra Revolucionària a l'Acadèmia de Ciències i crear aquesta última l'INSMET. Durant la Guerra Freda es va proveir d'equipament de la URSS i altres països del camp socialista.
L'INSMET és membre de l'Organització Meteorològica Mundial.
L'INSMET publica en castellà la Revista Cubana de Meteorología.